# Sam Kim
Sam Kim (em coreano: 샘김; 19 de fevereiro de 1998) é um cantor, compositor e guitarrista coreano-americano. Ele assinou contrato com Antenna Music, tendo terminado como vice-campeão do show de talentos K-pop Star 3. Ele fez seu debut oficial em 10 de abril de 2016 no K-pop Star 5.

## Vida e Carreira
Sam Kim nasceu nos Estados Unidos, onde frequentou a Todd Beamer High School em Federal Way, Washington. Ele tem um irmão mais novo Jooyoung e irmã, Sujin. Mudando-se para a Coreia do Sul, ele participou da terceira temporada do show de talentos K-pop Star e foi assinado pelo CEO da Antenna Music, You Hee-yeol, um juiz do programa.
Kim lançou a primeira parte de seu primeiro EP chamado "My Name is Sam", em 28 de março de 2016. Continha três faixas, incluindo o single de pré-lançamento "Mama Don't Worry".  Seu EP "I Am Sam", foi lançado em 10 de abril.  Seu primeiro single foi "No 눈치 (No Sense)", com a participação do cantor Crush.  Sua apresentação de estréia foi no estágio final do K-pop Star 5 no mesmo dia.
O MV de "Make up (feat. Crush)" foi lançado em 23 de outubro de 2018. e o MV de "It's You (feat. ZICO)" foi lançado em 22 de novembro de 2018.

## Discografia

### Extended plays
| Título                                                                            | Detalhes do álbum                                                                               | Melhores posições nas paradas | Vendas       |
| Título                                                                            | Detalhes do álbum                                                                               | KOR                           | Vendas       |
| --------------------------------------------------------------------------------- | ----------------------------------------------------------------------------------------------- | ----------------------------- | ------------ |
| I Am Sam                                                                          | - Lançado: 10 de abril de 2016 - Gravadora: Antenna Music - Formatos: CD , download digital     | 11                            | - KOR: 2,077 |
| Sun and Moon Part.1                                                               | - Lançado em: 23 de outubro de 2018 - Gravadora: Antenna Music - Formatos: CD, download digital | -                             |              |
| Sun and Moon                                                                      | - Lançado: 22 de novembro de 2018 - Rótulo: Antenna Music - Formatos: CD, download digital      | 23                            | - KOR: 2.192 |
| "-" denota lançamentos que não foram gráficos ou não foram lançados nessa região. |                                                                                                 |                               |              |

### Singles
| Título                                                                            | Ano  | Melhores posições nas paradas | Vendas         | Álbum               |
| Título                                                                            | Ano  | KOR                           | Vendas         | Álbum               |
| --------------------------------------------------------------------------------- | ---- | ----------------------------- | -------------- | ------------------- |
| "Mama Don't Worry"                                                                | 2016 | -                             |                | I Am Sam            |
| "No Sense" (feat. Crush )                                                         | 2016 | 37                            | - KOR: 59.348+ | I Am Sam            |
| "Think About' Chu" (com LOCO)                                                     | 2017 | 16                            | - KOR: 81,580+ | Non-album single    |
| "Make Up" (feat. Crush )                                                          | 2018 | 56                            |                | Sun and Moon Part.1 |
| "It's You" (com Zico )                                                            | 2018 | 88                            |                | Sun and Moon        |
| "-" denota lançamentos que não foram gráficos ou não foram lançados nessa região. |      |                               |                |                     |

### Aparições em trilha sonora
| Título                                                                            | Ano  | Melhores posições nas paradas | Vendas          | Álbum                                  |
| Título                                                                            | Ano  | KOR                           | Vendas          | Álbum                                  |
| --------------------------------------------------------------------------------- | ---- | ----------------------------- | --------------- | -------------------------------------- |
| "Who Are You"                                                                     | 2016 | 3                             | - KOR: 914,314+ | Guardian: The Lonely and Great God OST |
| "-" denota lançamentos que não foram gráficos ou não foram lançados nessa região. |      |                               |                 |                                        |

### Kpop Star 3 singles
| Ano  | Título                                  | Álbum                                      |
| ---- | --------------------------------------- | ------------------------------------------ |
| 2014 | Ra.D - I'm In Love"                     | K-pop Star Season 3 Battle Audition Part.1 |
| 2014 | G-Dragon - "그 XX" (That XX)            | K-pop Star Season 3 Top10 Part.1           |
| 2014 | Michael Jackson - "Billie Jean"         | K-pop Star Season 3 Top8                   |
| 2014 | Park Jin Young - "너 뿐이야" (Only You) | K-pop Star Season 3 Top6                   |
| 2014 | Ben E. King - "Stand by Me"             | K-pop Star Season 3 Top4                   |
| 2014 | Park Jin Young - "Honey"                | K-pop Star Season 3 Top3                   |
| 2014 | BIGBANG - "거짓말" (Lies)               | K-pop Star Season 3 Top2                   |
| 2014 | Sting - "Englishman in New York"        | K-pop Star Season 3 Top2                   |

### Feat's
| Título                                        | Ano  | Álbum          |
| --------------------------------------------- | ---- | -------------- |
| "~42" (por Primária com Sam Kim e Esna)       | 2017 | Shininryu      |
| "Alright, Summer Time" (por LOCO com Sam Kim) | 2017 | Summer Go Loco |

## Filmografia

### Televisão
| Data      | Título       | Rede | Notas        |
| --------- | ------------ | ---- | ------------ |
| 2013-2014 | K-pop Star 3 | SBS  | Vice-campeão |

## Prêmios
| Ano  | Órgão de entrega de prêmios     | Prêmio      | Trabalho Nomeado |
| ---- | ------------------------------- | ----------- | ---------------- |
| 2017 | Grand Mint Festival Awards 2017 | Best Rookie | (Como Sam Kim)   |
| 2016 | Beautiful Mint Life Awards 2016 | Best Rookie | (Como Sam Kim)   |